# Tarenna eketensis
Tarenna eketensis är en måreväxtart som beskrevs av Herbert Fuller Wernham. Tarenna eketensis ingår i släktet Tarenna och familjen måreväxter.

## Underarter
Arten delas in i följande underarter:
- T. e. eketensis
- T. e. pilumna
- T. e. situtela
- T. e. transiens
- T. e. zambesiaca